# أغسطس 2010
أغسطس 2010 هو الشهر الثامن من عام 2010. بدأ الشهر يوم الأحد، وانتهى يوم الثلاثاء بعد 31 يومًا.

## بوابة:أحداث جارية
| \| 1 أغسطس 2010 (الأحد) \| عدل \| تاريخ \| راقب \| تصفح \| |     |       |      |      |
| - الائتلاف الوطني العراقي بزعامة عمار الحكيم يعلق حواراته مع ائتلاف دولة القانون إلى حين قيام الأخير بترشيح شخص آخر غير رئيس الوزراء الحالي نوري المالكي لرئاسة الحكومة المقبلة. (العربية) - الرئيس الأمريكي باراك أوباما ينذر رئيس السلطة الوطنية الفلسطينية محمود عباس بأن الامتناع عن التفاوض المباشر مع إسرائيل سيكون له مغبة على العلاقات الأمريكية الفلسطينية، وكبير المفاوضين الفلسطينيين صائب عريقات ينفي أي نية لخوض في المفاوضات المباشرة قبل تعهد بنيامين نتنياهو بوقف الاستيطان وترسيم الحدود. (الجزيرة) - الرئيس اليمني علي عبد الله صالح (في الصورة) يتهم الحوثيين بخرق الهدنة بينهم وبين الحكومة، ويشدد على أن السلام لا يزال خيار الدولة في محافظة صعدة. (الجزيرة) - فيضانات في باكستان هي الأسوء في تاريخ منطقة الشمال الغربي تقطع سبل المواصلات عن بيشاور وتودي بحياة 1000 شخص في باكستان و100 آخرين في أفغانستان والصين، وإدارة الطوارئ الباكستانية تستغيث بالمجتمع الدولي للنجدة. (الجزيرة) |     |       |      |      |
| 1 أغسطس 2010 (الأحد) | عدل | تاريخ | راقب | تصفح |

| 1 أغسطس 2010 (الأحد) | عدل | تاريخ | راقب | تصفح |

| \| 2 أغسطس 2010 (الإثنين) \| عدل \| تاريخ \| راقب \| تصفح \| |     |       |      |      |
| - إطلاق خمسة صواريخ بإتجاه مدينة إيلات جنوبي إسرائيل سقط واحد منها في الأردن أدى لوقوع عدد من الإنفجارات سمع صداها في محيط المدينة، وناطق باسم الشرطة الإسرائيلية يقول إنه لا معلومات عن سقوط ضحايا. (بي بي سي) - رئيس الوزراء الإسرائيلي بنيامين نتنياهو (في الصورة) يعلن أن الطرفين الفلسطيني والإسرائيلي سيستأنفان المفاوضات المباشرة منتصف هذا الشهر. (الجزيرة) - رئيس هيئة الأركان الأمريكية المشتركة الأدميرال مايك مولن يقول أن الجيش الأميركي لديه خطة جاهزة لشن عمل عسكري على إيران وإنه يبقى خيارًا مطروحًا إذا لزم الأمر، لكنه قلق جدًا إزاء الإنعكاسات المحتملة لهذه الضربة وإنها ستكون فكرة سيئة. (الجزيرة) |     |       |      |      |
| 2 أغسطس 2010 (الإثنين) | عدل | تاريخ | راقب | تصفح |

| 2 أغسطس 2010 (الإثنين) | عدل | تاريخ | راقب | تصفح |

| \| 3 أغسطس 2010 (الثلاثاء) \| عدل \| تاريخ \| راقب \| تصفح \| |     |       |      |      |
| - مسؤول أمني لبناني يعلن مقتل 3 جنود في اشتباكات مع جنود إسرائيليين إندلعت عند الحدود بعد تبادل لإطلاق النار صاحبه قصف مدفعي، ومعلومات عن مقتل جندي إسرائيلي برتبة عالية وإن الجيش الإسرائيلي يحاول سحبه من المنطقة التي شهدت المواجهات. (العربية) - الرئيس الأمريكي باراك أوباما يعلن عن نهاية المهمات القتالية للقوات الأمريكية في العراق نهاية الشهر الجاري، لتتحول بعدها المهمة الأمريكية فيه من مهمة قتالية إلى أغراض التدريب والمشورة. (بي بي سي) - رئيس الوزراء الإسرائيلي بنيامين نتنياهو يبلغ الأمين العام للأمم المتحدة بان كي مون بموافقة بلاده المبدئية على المشاركة في لجنة التحقيق الدولية التي شكلتها المنظمة الدولية بالهجوم الإسرائيلي على أسطول المساعدات إلى قطاع غزة، ومسؤول في الحكومة التركية يصف موافقة إسرائيل على التعاون مع التحقيق الدولي بالخطوة الهامة وإنها أتت كنتيجة للمبادرات التركية مع الأمم المتحدة والولايات المتحدة وأوروبا. (بي بي سي) - رئيس الوكالة الدولية للطاقة الذرية يوكيا أمانو (في الصورة) يقول إن المحادثات من أجل إعادة إحياء خطة نقل إيران لمواد نووية لديها إلى الخارج مقابل الحصول الوقود النووي قد تستأنف خلال أشهر وإن بعض الدول أبدت بعض الإشارات الإيجابية حول هذا الموضوع. (رويترز) - رئيس الوزراء العراقي المنتهية ولايته نوري المالكي يقول إن رغبته في أن يبقى في المنصب لفترة ثانية ليست العقبة الحقيقية أمام تشكيل حكومة جديدة بل إن التدخلات الإقليمية هي سبب المأزق الحالي. (رويترز) |     |       |      |      |
| 3 أغسطس 2010 (الثلاثاء) | عدل | تاريخ | راقب | تصفح |

| 3 أغسطس 2010 (الثلاثاء) | عدل | تاريخ | راقب | تصفح |

| \| 4 أغسطس 2010 (الأربعاء) \| عدل \| تاريخ \| راقب \| تصفح \| |     |       |      |      |
| - اليونيفيل يعلن أن الشجرة التي أشعلت اشتباك العديسه تقع داخل الحدود الإسرائيلية وأنه قد أحاط الجانب اللبناني علمًا برغبة الجيش الإسرائيلي في اقتلاعها. (العربية) - موكب الرئيس الإيراني محمود أحمدي نجاد (في الصورة) يتعرض لهجوم بمفرقعة نارية في مدينة همدان، والحكومة والرئاسة الإيرانية تؤكدان أن العملية لم تكن محاولة اغتيال. (الجزيرة) - مجلس الأمن الدولي يطالب إسرائيل ولبنان بضبط النفس وذلك عقب وقوع اشتباكات بين الجيش الإسرائيلي والجيش اللبناني وأسفرت عن مقتل ثلاثة جنود لبنانيين وصحفي لبناني وضابط إسرائيلي برتبة مقدم وإصابة آخرين. (بي بي سي) - أمين عام حزب الله حسن نصر الله يتهم إسرائيل باغتيال رئيس الوزراء الأسبق رفيق الحريري، ويقول إنه سيكشف وثائق وحقائق تثبت أنها هي التي قامت بعملية الاغتيال وذلك خلال مؤتمر صحفي سيعقده خصيصًا لهذه القضية الأسبوع المقبل. (بي بي سي) - الجيش الكوري الشمالي يهدد كوريا الجنوبية برد قوي على التمارين العسكرية التي تخطط لإجرائها في البحر الأصفر قرب الحدود بين الكوريتين. (بي بي سي) |     |       |      |      |
| 4 أغسطس 2010 (الأربعاء) | عدل | تاريخ | راقب | تصفح |

| 4 أغسطس 2010 (الأربعاء) | عدل | تاريخ | راقب | تصفح |

| \| 5 أغسطس 2010 (الخميس) \| عدل \| تاريخ \| راقب \| تصفح \| |     |       |      |      |
| - مجلس الأمن الدولي يدعو الأحزاب السياسية العراقية إلى الإلتزام بالدستور وتشكيل حكومة جديدة في أسرع وقت، وذلك بعد الاستماع لتقرير مبعوث الأمم المتحدة الخاص إلى العراق أد ميلكرت الذي ذكر في تقريره إن استمرار التأخير في تشكيل الحكومة يزيد من حالة عدم الاستقرار، ويخلق ظروفًا تستغلها عناصر تعارض التحول نحو الديمقراطية. (الجزيرة) - إسرائيل توجه الاتهام إلى 2 من دروز الجولان المحتلة يحملون الجنسية السورية وواحد من عرب 48 بالتجسس ونقل معلومات لسوريا، والتخطيط لخطف طيار سوري هرب إلى إسرائيل. (بي بي سي) - حركة العدل والمساواة المتمردة في دارفور تعلن إنها ستطالب بحق تقرير المصير للإقليم في حال استمرار النزاع مع الحكومة السودانية. (بي بي سي) |     |       |      |      |
| 5 أغسطس 2010 (الخميس) | عدل | تاريخ | راقب | تصفح |

| 5 أغسطس 2010 (الخميس) | عدل | تاريخ | راقب | تصفح |

| \| 6 أغسطس 2010 (الجمعة) \| عدل \| تاريخ \| راقب \| تصفح \| |     |       |      |      |
| - جهات التحقيق الإماراتية في أسباب الإنفجار الذي تعرضت له ناقلة نفط يابانية بالقرب من مضيق هرمز تعثر على آثار لمواد متفجرة مصنعة محليًا على متن الناقلة، وخلصت إلى أن الإنفجار نجم عن هجوم إرهابي، وكانت كتائب عبد الله عزام قد أكدت في بيان لها بأن أحد عناصرها نفذ هجومًا انتحاريًا استهدف الناقلة. (بي بي سي) - إسرائيل تفرج عن سفينة المساعدات التركية "إم في مافي مرمرة" إحدى سفن أسطول الحرية بعدما احتجزتها لأكثر من شهرين. (الجزيرة) - ارتفاع عدد القتلى بحرائق الغابات في روسيا إلى خمسين قتيل، ومخاوف من وصول النيران للمفاعلات نووية. (الجزيرة) - تحذير من توسع رقعة الفيضانات في باكستان لتشمل إقليم السند، وقد استدعى ذلك إجلاء الآلاف تحسبا للأسوأ، والأمم المتحدة تعلن عن ارتفاع عدد المتضررين إلى أربعة ملايين نسمة. (الجزيرة) - قرار السلطات السعودية حول تعليق خدمات الرئاسل لجهاز بلاك بيري يدخل حيز التنفيذ، والبحرين تنفي نيتها إيقاف الخدمة، وقطاع الاتصالات اللبناني يجري تقييمًا للمسائل الأمنية المتعلقة بالجهاز وذلك على إثر التوقيفات الأخيرة التي طالت موظفين في القطاع مشتبهًا بتعاملهم مع إسرائيل، وصحيفة تنسب لوزير الاتصالات الجزائري إن الحكومة تجري مراجعة لاستخدام الجهاز وإنها ستحظر خدماته إذا توصلت إلى أنها تهدد الأمن الوطني. (العربية) |     |       |      |      |
| 6 أغسطس 2010 (الجمعة) | عدل | تاريخ | راقب | تصفح |

| 6 أغسطس 2010 (الجمعة) | عدل | تاريخ | راقب | تصفح |

| \| 7 أغسطس 2010 (السبت) \| عدل \| تاريخ \| راقب \| تصفح \| |     |       |      |      |
| - تقارير إعلامية تشير إلى تلقي المرجع الديني علي السيستاني رسالة من الرئيس الأمريكي باراك أوباما بشأن أزمة الحكومة العراقية طالبه فيها العمل لإنهاء الخلاف بين القادة السياسيين في العراق من أجل تشكيل الحكومة الجديدة. (بي بي سي) - الرئيس اللبناني ميشال سليمان يعلن لدى زيارته قرية العديسة الحدودية التي شهد استباكات مع الجيش الإسرائيلي الأسبوع الماضي أن الحكومة ستضع في جلستها المقبلة خطة لتسليح الجيش بكل ما يلزم وبغض النظر عن مواقف بعض الدول حيال هذا الأمر. (بي بي سي) - محكمة إسطنبول تصدر قرارًا يقضي بإلغاء مذكرات توقيف كانت قد صدرت بحق 102 ضابطًا من بينهم 25 جنرالًا وأدميرالًا لا يزالون في مواقعهم العسكرية كان يشتبه بضلوعهم بتدبير محاولة انقلاب ضد الحكومة التركية في عام 2004. (بي بي سي) - رئيس بولندا المنتخب برونيسواف كوموروفسكي (في الصورة) يؤدي اليمين الدستورية ليتولى منصبه رسميًا بعد أن كان يتولاه بالإنابه منذ 10 أبريل، ويتعهد في خطاب القسم بالتعاون مع المعارضة وتعزيز العلاقات مع الاتحاد الأوروبي وحلف شمال الأطلسي وبناء شراكة إستراتيجية مع الولايات المتحدة وروسيا. (الجزيرة) - إعلان حالة التأهب القصوى في إقليم السند جنوبي باكستان وإجلاء نصف مليون شخص تحسبًا للفيضانات، في وقت إرتفع فيه تعداد المتضررين من السيول إلى 15 مليونًا وسط حالة سخط على الرئيس آصف علي زرداري الذي لم يقطع زيارته إلى أوروبا. (الجزيرة) |     |       |      |      |
| 7 أغسطس 2010 (السبت) | عدل | تاريخ | راقب | تصفح |

| 7 أغسطس 2010 (السبت) | عدل | تاريخ | راقب | تصفح |

| \| 8 أغسطس 2010 (الأحد) \| عدل \| تاريخ \| راقب \| تصفح \| |     |       |      |      |
| - رئيس الوزراء العراقي المنتهية ولايته نوري المالكي يقر بأنه جزء من المشكلة التي تعيق عملية تشكيل الحكومة الجديدة، لكنه إعتبر أن مطالبات القوى الأخرى باستبعاده من الترشح بأنه ديكتاتورية، ويقول إنه يتحدى كافة الأطراف السياسية في إيجاد مرشح آخر بديل أفضل منه لرئاسة الحكومة. (الجزيرة) - الرئيس الكوبي السابق فيدل كاسترو (في الصورة) يحذر من خطر إندلاع حرب نووية عالمية إذا شنت الولايات المتحدة وإسرائيل هجومًا على إيران لتدمير برنامجها النووي. (الجزيرة) - مسؤول سوداني يدعو إلى تأجيل الاستفتاء حول إنفصال جنوب السودان أو إلغاء بعض الترتيبات بسبب ضيق الوقت، حيث إن الوقت الباقي غير كاف لإجراء الاستفتاء. (الجزيرة) - خوان مانويل سانتوس يتولى رئاسة كولومبيا رسميًا، ويعد خلال حفل تنصيبه بإجراء حوار مع فنزويلا لإنهاء القطيعة الدبلوماسية بين البلدين. (الجزيرة) |     |       |      |      |
| 8 أغسطس 2010 (الأحد) | عدل | تاريخ | راقب | تصفح |

| 8 أغسطس 2010 (الأحد) | عدل | تاريخ | راقب | تصفح |

| \| 9 أغسطس 2010 (الإثنين) \| عدل \| تاريخ \| راقب \| تصفح \| |     |       |      |      |
| - أمنيون عراقيون يعلنون مقتل نحو 60 شخصًا وجرح 160 آخرين في ثلاثة انفجارات شهدتها البصرة نتيجة انفجار سيارتين مفخختين وعبوة ناسفة ما أدى إلى انفجار مولد للطاقة الكهربائية بمنطقة العشار. (العربية) - رئيس إقليم كردستان العراق مسعود برزاني (في الصورة) يؤكد عقب لقائه رئيس الوزراء المنتهية ولايته نوري المالكي أنه ليس هناك خط أحمر على توليه رئاسة الوزراء لولاية ثانية، ويرى بأن زيارته للإقليم ليست لتأسيس تحالف جديد إنما لتعزيز تحالف قديم. (العربية) - عشرون محاميًا مصريًا يقدمون بلاغًا إلى النائب العام ضد رئيس حزب الغد أيمن نور بتهمة تحريض الشعب المصري على كراهية جمال مبارك وتشويه صورته وذلك بصفته مواطنًا مصريًا وليس بصفته نجل الرئيس محمد حسني مبارك، وذلك ردًا على الحملة التي أطلقها نور ضد ترشح جمال مبارك لانتخابات الرئاسة المقبلة. (العربية) - وفاة المفكر والأكاديمي الكويتي أحمد البغدادي. (العربية) |     |       |      |      |
| 9 أغسطس 2010 (الإثنين) | عدل | تاريخ | راقب | تصفح |

| 9 أغسطس 2010 (الإثنين) | عدل | تاريخ | راقب | تصفح |

| \| 10 أغسطس 2010 (الثلاثاء) \| عدل \| تاريخ \| راقب \| تصفح \| |     |       |      |      |
| - أمين عام الأمم المتحدة بان كي مون (في الصورة) يقول إنه لا يوجد اتفاق مع إسرائيل على عدم شهادة جنودها أمام لجنة التحقيق الدولية في الهجوم على سفينة المساعدات التي كانت متوجهه إلى قطاع غزة، والحكومة الإسرائيلية تهدد بسحب تعاونها مع اللجنة إذا قامت باستدعاء جنود إسرائيليين للإدلاء بشهادتهم أمامها. (رويترز) - أمين عام حزب الله حسن نصر الله يعرض في مؤتمر صحافي صور رصدتها طائرات استطلاع إسرائيلية لموقع اغتيال رئيس الوزراء السابق رفيق الحريري، معتبرًا إنها تمثل قرائن ومعطيات وليس أدلة قاطعة حول ضلوع إسرائيل في الجريمة، يكرر عدم ثقته في المحكمة الدولية التي تنظر بالقضية. (رويترز) - إسرائيل تصف الإتهامات التي وجهها أمين عام حزب الله حسن نصر الله لها بالتورط في اغتيال رفيق الحريري بأنها سخيفة، وإنها جاءت نتيجة شكوك المجتمع الدولي في تورط حزب الله في قتل الحريري. (بي بي سي) - هيئة الاتصالات وتقنية المعلومات السعودية تقرر السماح باستمرار تقديم خدمة البلاك بيري ماسنجر وذلك لإنها رأت إن هناك تطور وصفته بالإيجابي في استكمال جزء من المتطلبات التنظيمية من قبل مقدمي الخدمة. (العربية) |     |       |      |      |
| 10 أغسطس 2010 (الثلاثاء) | عدل | تاريخ | راقب | تصفح |

| 10 أغسطس 2010 (الثلاثاء) | عدل | تاريخ | راقب | تصفح |

| \| 11 أغسطس 2010 (الأربعاء) \| عدل \| تاريخ \| راقب \| تصفح \| |     |       |      |      |
| - اليوم الأربعاء غرة رمضان في السعودية ومصر والكويت والإمارات العربية المتحدة وقطر وسوريا واليمن ولبنان والبحرين والأردن وليبيا والسودان والجزائر وتونس وفلسطين والوقف السني في العراق وإقليم كردستان العراق وتركيا وإندونيسيا وماليزيا، في حين أعلنت سلطنة عمان أن يوم الخميس هو أول أيام شهر رمضان. (العربية) - المبعوث الأمريكي للشرق الأوسط جورج ميتشل يخفق في الحصول على موافقة الفلسطينيين على إجراء مباحثات مباشرة مع إسرائيل. (بي بي سي) - بدأ التحقيق الدولي في الهجوم الإسرائيلي على قافلة المساعدات التي كانت متهجهه إلى قطاع غزة. (الجزيرة) - الحركة الشعبية لتحرير السودان تحذر من تأجيل استفتاء تقرير المصير في جنوب السودان، وتظاهرة شارك بها الآلاف تطالب بالإنفصال عن السودان. (الجزيرة) - الرئيس اليمني علي عبد الله صالح يتعهد باجتثاث تنظيم قاعدة الجهاد في جزيرة العرب واستئصاله وتجفيف منابعه، ويطالب الحكومة بتوفير فرص العمل للشباب لإبعادهم عن تأثير التنظيم. (الجزيرة) - مديرة منظمة الصحة العالمية مارغريت تشان (في الصورة) تعلن انتهاء وباء إنفلونزا الخنازير. (الجزيرة) |     |       |      |      |
| 11 أغسطس 2010 (الأربعاء) | عدل | تاريخ | راقب | تصفح |

| 11 أغسطس 2010 (الأربعاء) | عدل | تاريخ | راقب | تصفح |

| \| 12 أغسطس 2010 (الخميس) \| عدل \| تاريخ \| راقب \| تصفح \| |     |       |      |      |
| - الأمم المتحدة تطلق نداءً لجمع 460 مليون دولار لتقديم مساعدات طارئة لمساعدة ضحايا فيضانات باكستان. (بي بي سي) - لقاءات بين الرئيس المصري محمد حسني مبارك وملك الأردن عبد الله الثاني بن الحسين ورئيس السلطة الوطنية الفلسطينية محمود عباس وذلك لبحث الإنتقال إلى المحادثات المباشرة بين الفلسطينين والإسرائيليين وسبل دعم المصالحة الوطنية الفلسطينية. (بي بي سي) - وزير الدفاع اللبناني إلياس المرّ (في الصورة) يقول إنه سيرفض المساعدات العسكرية الأمريكية للجيش اللبناني إذا كانت مشروطة بعدم استخدام الأسلحة ضد إسرائيل. (بي بي سي) - أدان الأزهر خطط كنيسة دوف وورلد أوتريتش في ولاية فلوريدا الأمريكية لتنظيم مراسم " لإحراق القرآن" في ذكرى هجمات الحادي عشر من سبتمبر ، التي تترافق مع ايام عيد الفطر (بي بي سي) - بدأ التشغيل التجريبي لساعة مكة التي تعد أكبر ساعة في العالم. (العربية) |     |       |      |      |
| 12 أغسطس 2010 (الخميس) | عدل | تاريخ | راقب | تصفح |

| 12 أغسطس 2010 (الخميس) | عدل | تاريخ | راقب | تصفح |

| \| 13 أغسطس 2010 (الجمعة) \| عدل \| تاريخ \| راقب \| تصفح \| |     |       |      |      |
| - مسؤولة السياسة الخارجية في الاتحاد الأوروبي كاترين أشتون (في الصورة) تبلغ وزراء خارجية الاتحاد إن القوى الكبرى تعمل على إعداد بيان لتحديد الأساس لمحادثات سلام مباشرة بين إسرائيل والفلسطينيين. (رويترز) - رئيس أركان الجيش العراقي يقول إن الجيش لن يكون قادرًا على ضمان أمن البلاد قبل عام 2020، وإنه يجب أن تبقي القوات الأمريكية في العراق حتى ذلك الحين. (رويترز) - وفاة الكاتب الروائي الجزائري الطاهر وطار بعد معاناة مع المرض. (العربية) |     |       |      |      |
| 13 أغسطس 2010 (الجمعة) | عدل | تاريخ | راقب | تصفح |

| 13 أغسطس 2010 (الجمعة) | عدل | تاريخ | راقب | تصفح |

| \| 14 أغسطس 2010 (السبت) \| عدل \| تاريخ \| راقب \| تصفح \| |     |       |      |      |
| - الإمارات العربية المتحدة تقول إنها تسعى للحصول على ضمانات تؤكد أن المعتقل بجريمة اغتيال محمود المبحوح بسبب استخدامه لجواز سفر ألماني بشكل غير قانوني لا علاقة له بالجريمة، وذلك بعد إطلاق سراحه بكفالة ومنحه حريته للعودة لإسرائيل. (العربية) - حزب الله يرفض تقديم المعطيات الموجودة لديه حول اغتيال رئيس الوزراء الأسبق رفيق الحريري والتي جرى عرضها مؤخرًا إلى المحكمة الدولية الخاصة بالنظر في القضية، لكنه يعرب عن استعداده لتقديمها إلى السلطات اللبنانية التي لها الحرية في التصرف بها وذلك لأنه لا يثق بالمحكمة ولا بالتحقيق الدولي.-(سي إن إن) - حزب العمال الكردستاني يعلن إن مسلحي الحزب أعلنوا وقفًا مشروطًا لإطلاق النار على القوات التركية طيلة شهر رمضان يستمر حتى 20 سبتمبر القادم، وإنهم لن ينفذوا عمليات طيلة هذه الفترة إلا بدافع الدفاع عن النفس إذا تعرضوا لهجوم من تركيا. (الجزيرة) |     |       |      |      |
| 14 أغسطس 2010 (السبت) | عدل | تاريخ | راقب | تصفح |

| 14 أغسطس 2010 (السبت) | عدل | تاريخ | راقب | تصفح |

| \| 15 أغسطس 2010 (الأحد) \| عدل \| تاريخ \| راقب \| تصفح \| |     |       |      |      |
| - هجوم مسلح على نقطتي تفتيش تابعة للشرطة في العراق يؤدي إلى مقتل أربعة رجال شرطة وإحراق جثتين علنًا. (رويترز) - الرئيس الأفغاني حامد قرضاي (في الصورة) يطلب من الرئيس الأمريكي باراك أوباما مراجعة كيفية إدارة حرب أفغانستان مع استمرار الزيادة في أعداد القتلى من المدنيين. (رويترز) - وفاة الشاعر والأديب ووزير العمل السعودي غازي القصيبي. (العربية) |     |       |      |      |
| 15 أغسطس 2010 (الأحد) | عدل | تاريخ | راقب | تصفح |

| 15 أغسطس 2010 (الأحد) | عدل | تاريخ | راقب | تصفح |

| \| 16 أغسطس 2010 (الإثنين) \| عدل \| تاريخ \| راقب \| تصفح \| |     |       |      |      |
| - المتحدث الرسمي باسم الرئاسة الفلسطينية نبيل أبو ردينة يقول إن الموقف الفلسطيني الرسمي بخصوص المحادثات المباشرة سيصدر بعد صدور بيان اللجنة الرباعية الدولية. (رويترز) - قائد القوات الأمريكية في أفغانستان الجنرال ديفيد بتريوس (في الصورة) يقول إنه لن يتقيد بالتاريخ المحدد للانسحاب من أفغانستان في عام 2011، ويضيف إن الموعد الذي حدده الرئيس باراك أوباما هو موعد بدء سحب القوات وهو مرتبط بظروف معينة، وإنه سيتم تسليم المهام الأمنية للأفغان عندما تسمح الظروف بذلك. (بي بي سي) |     |       |      |      |
| 16 أغسطس 2010 (الإثنين) | عدل | تاريخ | راقب | تصفح |

| 16 أغسطس 2010 (الإثنين) | عدل | تاريخ | راقب | تصفح |

| \| 17 أغسطس 2010 (الثلاثاء) \| عدل \| تاريخ \| راقب \| تصفح \| |     |       |      |      |
| - تفجير إنتحاري يستهدف مركز تجنيد للجيش العراقي في بغداد يؤدي إلى مقتل 59 شخص على الأقل وإصابة 125 آخرون من بينهم جنود في الجيش. (العربية) - الناطقة باسم القائمة العراقية ميسون الدملوجي تعلن إيقاف مباحثات القائمة مع ائتلاف دولة القانون لتشكيل الحكومة الجديدة وذلك على خلفية تصريحات رئيس الوزراء العراقي المنتهية ولايته رئيس الائتلاف نوري المالكي التي وصف فيها القائمة العراقية بأنها تمثل طائفة معينة من الشعب العراقي ولا تمثل أطياف المجتمع، وتطلب اعتذاره لإعادة المباحثات مع القائمة. (العربية) - رئيس مفوضية الاستفتاء على تقرير مصير جنوب السودان يحذر من أن الانقسامات الحادة بين الشمال والجنوب تقوض الاستعدادات والترتيبات لإجراء الاستفتاء في موعده، ويهدد بتقديم استقالته في حال استمرار الأزمة. (الجزيرة) |     |       |      |      |
| 17 أغسطس 2010 (الثلاثاء) | عدل | تاريخ | راقب | تصفح |

| 17 أغسطس 2010 (الثلاثاء) | عدل | تاريخ | راقب | تصفح |

| \| 18 أغسطس 2010 (الأربعاء) \| عدل \| تاريخ \| راقب \| تصفح \| |     |       |      |      |
| - حزب الله يقدم القرائن والمعطيات التي عرضها أمينه العام حسن نصر الله لإثبات ضلوع إسرائيل في اغتيال رئيس الوزراء الأسبق رفيق الحريري إلى القضاء المحلي، ويؤكد مجددًا على عدم اعترافه بالمحكمة الدولية التي سبق أن أشار إلى أنها تحضر لاتهام عناصر تابعة له بالقضية.-(سي إن إن) - حرس السفارة التركية في تل أبيب يطلقون النار على فلسطيني اقتحم مقر السفارة واحتجز رهينتين. (رويترز) |     |       |      |      |
| 18 أغسطس 2010 (الأربعاء) | عدل | تاريخ | راقب | تصفح |

| 18 أغسطس 2010 (الأربعاء) | عدل | تاريخ | راقب | تصفح |

| \| 19 أغسطس 2010 (الخميس) \| عدل \| تاريخ \| راقب \| تصفح \| |     |       |      |      |
| - آخر الوحدات القتالية الأمريكية تغادر العراق قبل نحو أسبوعين من الموعد النهائي لانسحابها وإنهاء المهام القتالية للجيش الأمريكي بالعراق وذلك بعد حوالي سبعة أعوام ونصف العام على الغزو الأمريكي. (العربية) - المرشد الأعلى للجمهورية الإيرانية علي خامنئي (في الصورة) يعلن أن بلاده لن تجري محادثات مع الولايات المتحدة بشأن البرنامج النووي الإيراني مالم يتم رفع العقوبات ووقف التهديدات العسكرية بحق إيران. (بي بي سي) - جماعة الإخوان المسلمين في مصر تعلن عن جمع أكثر من نصف مليون توقيع على مطالب إصلاحية تشمل إلغاء قيود دستورية على ترشح المستقلين لرئاسة الدولة. (رويترز) |     |       |      |      |
| 19 أغسطس 2010 (الخميس) | عدل | تاريخ | راقب | تصفح |

| 19 أغسطس 2010 (الخميس) | عدل | تاريخ | راقب | تصفح |

| \| 20 أغسطس 2010 (الجمعة) \| عدل \| تاريخ \| راقب \| تصفح \| |     |       |      |      |
| - اللجنة الرباعية الدولية للسلام في الشرق الأوسط تدرس مسودة بيان يدعو إسرائيل والفلسطينيين إلى الدخول في محادثات مباشرة تنتهي بالتوصل إلى اتفاقية سلام خلال عام. (بي بي سي) - الرئيس العراقي جلال طالباني (في الصورة) يدعو الأحزاب السياسية والكتل البرلمانية بتسريع تشكيل حكومة وطنية وترك التجريح والتحريض بين الفرقاء السياسيين والإبتعاد عن أجواء التوتر والتصعيد والتحريض وكيل الاتهامات والإصغاء إلى صوت الحوار الأخوي بين الشركاء السياسيين واعتماد المنافسة السياسية المشروعة بغض النظر عن تباين الرؤى والمواقف. (الجزيرة) |     |       |      |      |
| 20 أغسطس 2010 (الجمعة) | عدل | تاريخ | راقب | تصفح |

| 20 أغسطس 2010 (الجمعة) | عدل | تاريخ | راقب | تصفح |

| \| 21 أغسطس 2010 (السبت) \| عدل \| تاريخ \| راقب \| تصفح \| |     |       |      |      |
| - المنظمة الإيرانية للطاقة الذرية تلعن أن عمليات شحن محطة بوشهر النووية بالوقود قد بدأت. (العربية) - وزيرة الخارجية الأمريكية هيلاري كلينتون (في الصورة) تعلن عن موافقة الفلسطينيين والإسرائيليين على استئناف المفاوضات المباشرة لأول مرة منذ 20 شهرًا. (بي بي سي) - الولايات المتحدة تقول إن قرار اسكتلندا قبل عام بالإفراج عن الليبي المدان في قضية لوكربي عبد الباسط المقرحي كان مؤسفًا وغير مناسب وخاطئًا وإنه يجب أن يعود إلى السجن مرة أخرى. (بي بي سي) - الأستراليون يتوجهون إلى مراكز الإقتراع للإدلاء بأصواتهم في الانتخابات العامة التي تشهد منافسة بين رئيسة الحكومة زعيمة حزب العمال جوليا جيلارد وزعيم تحالف القوى السياسية المحافظ توني أبوت. (بي بي سي) |     |       |      |      |
| 21 أغسطس 2010 (السبت) | عدل | تاريخ | راقب | تصفح |

| 21 أغسطس 2010 (السبت) | عدل | تاريخ | راقب | تصفح |

| \| 22 أغسطس 2010 (الأحد) \| عدل \| تاريخ \| راقب \| تصفح \| |     |       |      |      |
| - رئيس الحكومة الإسرائيلية بنيامين نتنياهو يقول إن الدولة الفلسطينية المستقبلية عليها الاعتراف بأن إسرائيل هي دولة لليهود، وإن الدولة الفلسطينية يجب أن تكون منزوعة السلاح. (بي بي سي) - إسرائيل تعلن أن تزويد أول مفاعل نووي إيراني بالوقود أمر غير مقبول على الإطلاق، وتدعو إلى بذل مزيد من الضغوط الدولية لإجبار إيران على الكف عن تخصيب اليورانيوم. (بي بي سي) - زعيم حزب الأمة السوداني المعارض الصادق المهدي يقترح إسناد إدارة استفتاء تقرير مصير جنوب السودان إلى جهة محايدة تحت مظلة الأمم المتحدة بدلًا عن مفوضية الاستفتاء الحالية التي يرى إنها ولدت مشلولة. (الجزيرة) - إجلاء أكثر من 150 ألف شخص إلى أماكن مرتفعة بعد أن أغرقت مياه الفيضانات عشرات البلدات والقرى في جنوب باكستان. (الجزيرة) |     |       |      |      |
| 22 أغسطس 2010 (الأحد) | عدل | تاريخ | راقب | تصفح |

| 22 أغسطس 2010 (الأحد) | عدل | تاريخ | راقب | تصفح |

| \| 23 أغسطس 2010 (الإثنين) \| عدل \| تاريخ \| راقب \| تصفح \| |     |       |      |      |
| - قائد القوات الأمريكية في العراق الجنرال رايموند أوديرنو يقول إن بلاده مستعدة لاستئناف دورها القتالي في العراق في حال عجزت القوات العراقية عن ضبط الوضع الأمني وذلك بعد أربعة أيام من سحب آخر وحدة قتالية منه. (الجزيرة) - إيران تدشن أول قاذفة قنابل بعيدة المدى تنتج محليًا، والرئيس الإيراني محمود أحمدي نجاد يقول إن الطائرة بدون طيار التي أطلق عليها اسم "كرار" ستكون مبعوث موت لأعداء بلاده. (بي بي سي) - الجيش اليمني يقتل 7 مسلحين من تنظيم القاعدة. (بي بي سي) - الشرطة الفلبينية تقتل مسلح أسر مجموعة من السياح داخل حافلة وسط العاصمة مانيلا. (بي بي سي) |     |       |      |      |
| 23 أغسطس 2010 (الإثنين) | عدل | تاريخ | راقب | تصفح |

| 23 أغسطس 2010 (الإثنين) | عدل | تاريخ | راقب | تصفح |

| \| 24 أغسطس 2010 (الثلاثاء) \| عدل \| تاريخ \| راقب \| تصفح \| |     |       |      |      |
| - مجلس حقوق الإنسان التابع للأمم المتحدة يبدأ تحقيقاته في تركيا بشأن قضية سفينة المساعدات التركية التي كانت متجهة إلى قطاع غزة. (رويترز) - مقتل 20 مدنيًا وإصابة 80 آخرين إثر سقوط قذائف على سوق في شمال العاصمة الصومالية مقديشو، وحركة الشباب المجاهدين تعلن بدء ما اسمته المعركة الفاصلة ضد القوات الحكومية والأفريقية الداعمة لها. (الجزيرة) |     |       |      |      |
| 24 أغسطس 2010 (الثلاثاء) | عدل | تاريخ | راقب | تصفح |

| 24 أغسطس 2010 (الثلاثاء) | عدل | تاريخ | راقب | تصفح |

| \| 25 أغسطس 2010 (الأربعاء) \| عدل \| تاريخ \| راقب \| تصفح \| |     |       |      |      |
| - مقتل 48 شخص على الأقل في سلسلة هجمات استهدفت مراكز وحواجز للشرطة في العراق. (العربية) - إشتباكات مسلحة في العاصمة اللبنانية بيروت بين أنصار حزب الله من جهه وأنصار جماعة الأحباش من جهه أخرى أدت إلى مقتل أربعة أشخاص وإصابة عدد آخر بجروح، والجيش اللبناني يتدخل لمحاولة إعادة السيطرة على المنطقة، وبيان مشترك من حزب الله والأحباش أكدا فيه إن الحادث فردي ولا توجد ورائه خلفيات سياسية أو مذهبية وإنهما يسعيان إلى السيطرة على الوضع. (بي بي سي) - رئيس المكتب السياسي لحركة حماس خالد مشعل (في الصورة) ينتقد موافقة السلطة الوطنية الفلسطينية على العودة إلى المفاوضات المباشرة مع إسرائيل واعتبر إن هذه الموافقة جاءت تحت الإكراه الأمريكي وبلا غطاء فلسطيني، ويدعو ملك الأردن عبد الله الثاني بن الحسين والرئيس المصري محمد حسني مبارك إلى عدم المشاركة في جلسة افتتاح المفاوضات في الثاني من الشهر المقبل. (بي بي سي) |     |       |      |      |
| 25 أغسطس 2010 (الأربعاء) | عدل | تاريخ | راقب | تصفح |

| 25 أغسطس 2010 (الأربعاء) | عدل | تاريخ | راقب | تصفح |

| \| 26 أغسطس 2010 (الخميس) \| عدل \| تاريخ \| راقب \| تصفح \| |     |       |      |      |
| - وزير الخارجية الإسرائيلي أفيجدور ليبرمان (في الصورة) يقول بأن التوصل إلى اتفاق سلام مع الجانب الفلسطيني في غضون عام أمر صعب، ويعلن أن قرار تجميد البناء في المستوطنات هو لعشرة أشهر فقط ولن يجدد لفترة أخرى ولا يوجد خلاف بين الوزراء على ذلك. (بي بي سي) - تواصل المعارك العنيفة في العاصمة الصومالية مقديشو لليوم الثالث على التوالي، وعدد القتلى يرتفع إلى أكثر من تسعين منذ يوم الاثنين. (بي بي سي) |     |       |      |      |
| 26 أغسطس 2010 (الخميس) | عدل | تاريخ | راقب | تصفح |

| 26 أغسطس 2010 (الخميس) | عدل | تاريخ | راقب | تصفح |

| \| 27 أغسطس 2010 (الجمعة) \| عدل \| تاريخ \| راقب \| تصفح \| |     |       |      |      |
| - الحكومة اليمنية تقول أن مهمة مكافحة تنظيم القاعدة تقع على عاتقها وحدها، وذلك ردًا على الأنباء التي ترددت عن عزم الولايات المتحدة توجيه ضربات إلى قادة التنظيم عبر استخدام طائرات من دون طيار على غرار النهج المتبع في باكستان. (العربية) - رئيس الوزراء اللبناني سعد الدين الحريري (في الصورة) يرفض وبشدة استمرار إنتشار السلاح في شوارع وأحياء بيروت ويؤكد أن الحكومة ستتخذ قرارات جريئة في هذه المسألة، وذلك بعد مقتل ثلاثة أشخاص الثلاثاء الماضي في اشتباك بين مسلحين في غرب العاصمة. (العربية) - الحكومة الباكستانية تأمر بعمليات إجلاء جديدة لأربعمائة ألف نسمة من إقليم السند بعد فيضان نهر السند، والولايات المتحدة تحذر من أن حركة طالبان باكستان قد تستهدف عمال الإغاثة الأجانب، وهو ما أكدته الحركة عبر تصريحات اعتبرت فيها وجود طواقم الإغاثة الأجنبية أمرًا غير مقبول. (العربية) - جماعات إسرائيلية تريد تعديل مواد ويكيبيديا لتعكس وجهة نظرها، حيث تقوم منظمة يسرائيل شلي التي تهتم بالقضايا اليهودية والصهيونية بتنظيم دورة شارك فيها عشرات الإسرائيليين لتعلم كيفية المساهمة في تزويد الموسوعة بالمعلومات، لا سيما التي تصب منها في مصلحة إسرائيل واليهود. (بي بي سي) |     |       |      |      |
| 27 أغسطس 2010 (الجمعة) | عدل | تاريخ | راقب | تصفح |

| 27 أغسطس 2010 (الجمعة) | عدل | تاريخ | راقب | تصفح |

| \| 28 أغسطس 2010 (السبت) \| عدل \| تاريخ \| راقب \| تصفح \| |     |       |      |      |
| - الحركة الشعبية لتحرير السودان تصف إطلاق الرئيس عمر البشير حملات بين سكان الجنوب لجعل الوحدة خيارًا جاذبًا لهم بأنها خطوة متأخرة، وقيادي في الحركة يقول إن تحقيق الوحدة ينبغي أن يكون وفق أسس جديدة تعزز مبدأ الاعتراف بالتعددية ببرامج واقعية واضحة النتائج، وأن فشل الحكومة في إدارة التنوع السوداني يفقد هذه الوحدة معناها. (الجزيرة) - الجمعية الوطنية للتغيير في مصر تهدد بالدعوة إلى مقاطعة الانتخابات البرلمانية المقبلة، وتضع سبعة مطالب قالت إنها ضمانات مطلوبة لإحداث تغيير شامل وإقامة نظام يقوم على الديمقراطية والعدالة. (الجزيرة) - كبار قادة المجلس العسكري الحاكم في بورما يستقيلون من مناصبهم العسكرية وذلك للترشح للانتخابات الاولى منذ عقدين والمقررة في شهر نوفمبر المقبل. (بي بي سي) |     |       |      |      |
| 28 أغسطس 2010 (السبت) | عدل | تاريخ | راقب | تصفح |

| 28 أغسطس 2010 (السبت) | عدل | تاريخ | راقب | تصفح |

| \| 29 أغسطس 2010 (الأحد) \| عدل \| تاريخ \| راقب \| تصفح \| |     |       |      |      |
| - هجوم على نقطة تفتيش في محافظة أبين في جنوب اليمن يؤدي إلى مقتل ثمانية جنود، وتنظيم القاعدة يعلن مسؤوليته عن الهجوم. (بي بي سي) - الرئيس الأميركي باراك أوباما (في الصورة) يقول أن الولايات المتحدة ستنهي رسميًا الثلاثاء المقبل مهامها القتالية في العراق، ويؤكد أن الحرب تضع أوزارها بعد سبع سنوات على الغزو الأمريكي وأن العراق قادر على رسم مسار مستقبله. (الجزيرة) |     |       |      |      |
| 29 أغسطس 2010 (الأحد) | عدل | تاريخ | راقب | تصفح |

| 29 أغسطس 2010 (الأحد) | عدل | تاريخ | راقب | تصفح |

| \| 30 أغسطس 2010 (الإثنين) \| عدل \| تاريخ \| راقب \| تصفح \| |     |       |      |      |
| - رئيس السلطة الوطنية الفلسطينية محمود عباس يدافع عن قراره بالذهاب إلى مفاوضات مباشرة مع الجانب إسرائيلي تلبية للدعوة الأمريكية بأنها أتت بعد مشاورات فلسطينية وعربية ودولية واسعة استندت إلى بيان اللجنة الرباعية الدولية بكل ما إحتواه من قواعد وضمانات. (رويترز) - الرئيس اليمني علي عبد الله صالح يتوعد باستئصال تنظيم القاعدة داعيًا شعبه إلى الوقوف معه في هذه المعركة. (الجزيرة) - أمين عام جامعة الدول العربية عمرو موسى (في الصورة) يقول إنه ليس في نيته ترشيح نفسه لولاية جديدة على رأس الأمانة العامة لجامعة الدول العربية، ويرفض تأكيد أو نفي عزمه الترشح لانتخابات الرئاسة المصرية. (الجزيرة) |     |       |      |      |
| 30 أغسطس 2010 (الإثنين) | عدل | تاريخ | راقب | تصفح |

| 30 أغسطس 2010 (الإثنين) | عدل | تاريخ | راقب | تصفح |

| \| 31 أغسطس 2010 (الثلاثاء) \| عدل \| تاريخ \| راقب \| تصفح \| |     |       |      |      |
| - نائب الرئيس الأمريكي جو بايدن (في الصورة) يصل إلى بغداد في زيارة مفاجئة عشية الانتهاء الرسمي للمهمة القتالية للجيش الأمريكي في العراق. (بي بي سي) - الرئيس السوداني عمر البشير يجتمع مع نائبه الأول رئيس حكومة جنوب السودان سيلفا كير ويبحثتان إزالة العقبات أمام إجراء الاستفتاء حول مستقبل جنوب السودان المقرر في يناير المقبل، ويتفقان على على تشكيل لجنة لرسم مسار الحدود الفاصلة بين الشمال والجنوب. (بي بي سي) - المعارض المصري سعد الدين إبراهيم يوقع على بيان يدعم فيه حق جمال مبارك نجل الرئيس المصري محمد حسني مبارك بالترشح لانتخابات رئاسة الجمهورية العام المقبل لكن بصفته مواطنًا وليس ابنًا للرئيس، وينفي تأييده له. (بي بي سي) |     |       |      |      |
| 31 أغسطس 2010 (الثلاثاء) | عدل | تاريخ | راقب | تصفح |

| 31 أغسطس 2010 (الثلاثاء) | عدل | تاريخ | راقب | تصفح |